# 謝科
謝科（しゃ か、谢科、2000年1月14日 - ）は、中国の囲碁棋士。浙江省寧波市出身、中国囲棋協会に所属、九段。天元戦挑戦者、Mlily夢百合杯世界囲碁オープン戦準優勝、など。

## 経歴
父が囲碁好きなため幼少時から囲碁に親しみ、寧波市の強豪に指導を受けて小学校に入る前にアマチュア二段となった。2009年9歳の時に晩報杯全国業余囲棋選手権戦に最年少で出場、その後北京に移り、北京囲碁道場で学ぶ。。2012年、北京左安門中学時代に鑽石杯業余棋王戦準優勝。2013年初段。
2014年に中国棋院杭州分院に入る。同年建橋杯中国囲棋新人王戦ベスト8、百霊愛透杯世界囲碁オープン戦に出場しベスト32。2015年新人王戦ベスト4、Mlily夢百合杯ベスト8。2017年利民杯世界囲碁星鋭最強戦ベスト8、Mlily夢百合杯ベスト4進出し、準決勝で朴廷桓に1-2で敗れる。同年三段、及び五段昇段。2018年天元戦挑戦者となるが連笑に1-2で敗退、CCTV杯ベスト8、六段。2019年七段、八段。
2021年Mlily夢百合杯と応昌期杯で決勝進出2回により九段昇段。Mlily夢百合杯決勝で羋昱廷に2-3で敗れ準優勝。2023年応氏杯準優勝。24年第10回大会では準決勝で台湾の許皓鋐に連勝し2大会連続の決勝進出。しかし決勝で一力に3連敗し2大会連続の準優勝。
中国囲棋リーグには2014年に丙級、2015年から甲級に杭州チームで出場、2017年最優秀新人賞、2021年にMVP獲得。中国棋士ランキングでは2017年29位、2020年13位。人工知能との対戦では、2018年に絶芸、星陣に勝利している。

## 主な棋歴
国際棋戦
- Mlily夢百合杯世界囲碁オープン戦 2021年準優勝、2017年ベスト4、2015年ベスト8
- 応昌期杯世界プロ囲碁選手権戦 第9・10回準優勝
- 春蘭杯世界囲碁選手権戦 2018年ベスト8

国内棋戦
- 中国囲棋天元戦 2018年挑戦者
- 威孚房開杯棋王戦 2023年準優勝
- 全国智力運動会 2019年男子団体戦優勝（浙江省チーム）
- 中国囲棋甲級リーグ戦
  - 2014年丙級（抗州囲棋学校）
  - 2015年（杭州棋院）9-8
  - 2016年（河北新奥）9-12
  - 2017年（蘇泊爾杭州）16-8（最優秀新人賞）
  - 2018年（蘇泊爾杭州）18-8
  - 2019年（蘇泊爾杭州）8-7
  - 2020年（蘇泊爾杭州）8-7
  - 2021年（蘇泊爾杭州、優勝）10-5（MVP）
  - 2022年（蘇泊爾杭州、優勝）10-5
  - 2023年（蘇泊爾杭州）12-3
  - 2024年（蘇泊爾杭州）

## 注
1. ↑  浙江在线「接连战胜三位世界冠军 宁波围棋小将勇夺天元赛挑战权」
2. ↑  网易体育「谢科晚报杯上有遗憾 遗憾之处不在棋」
3. ↑  新浪囲棋「钻石杯业余棋王赛马天放夺冠 谢科何语涵分获亚季军」(2012/11/27)
4. ↑  新浪体育「围甲杭州苏泊尔队秘密武器？ 谢科：我恨输棋」
5. ↑  新华网「谢科闯入应氏杯决赛 将成为国内首位“00后”九段棋手」2021.1.13